# Дарануца Христина
Христи́на Дарану́ца (* 1990) — українська спортсменка, виступала у вільній боротьбі. Майстер спорту України міжнародного класу.

## З життєпису
Проживала в місті Торецьк; вихованка ШВСМ; Донецьке училище олімпійського резерву, виступала у вільній боротьбі. Чемпіонка України-2010.
Виграла срібну медаль на Чемпіонаті Європи з боротьби 2011 року у ваговій категорії до 48 кг.